# Timandra strigulata
Timandra strigulata là một loài bướm đêm trong họ Geometridae.